# Saint-Hilaire-en-Lignières
Saint-Hilaire-en-Lignières é uma comuna francesa na região administrativa do Centro, no departamento Cher. Estende-se por uma área de 53,4 km². Em 2010 a comuna tinha 500 habitantes (densidade: 9,4 hab./km²).